# Deus ti salvet Maria (Tenores di Neoneli)
Deus ti salvet Maria è un album dei Tenores di Neoneli, pubblicato nel 2004; il CD contiene una raccolta di canti devozionali i cui testi sono stati scritti dal poeta Bonaventura Licheri nativo di Neoneli.

## Tracce
1. Mamma soberana
2. Sant'Anton'in s'ierru
3. Deus m'at ordinadu
4. Ammentu e cossingios
5. Intendo sonos
6. A sos anghelos
7. A Bonacatu
8. Sete ispadas de dolore
9. Malas aversidades
10. Passos mundanos
11. Grazias -
12. Gocios de sant'Antiogu
13. A ballu cantau
14. Su perdonu